# Facundo Buonanotte
Facundo Valentín Buonanotte (Pérez, 23 december 2004) is een Argentijns-Italiaans voetballer die doorgaans speelt als middenvelder. In januari 2023 verruilde hij Rosario Central voor Brighton & Hove Albion. Buonanotte maakte in 2023 zijn debuut in het Argentijns voetbalelftal.

## Clubcarrière
Buonanotte speelde vanaf zijn tiende levensjaar in de jeugdopleiding van Rosario Central. Zijn profdebuut voor die club maakte hij op 11 februari 2022, op bezoek bij Arsenal de Sarandí (1–1). Coach Cristiano González liet hem in de vierenzeventigste minuut invallen. Zijn eerste doelpunt volgde op 9 juli van dat jaar. In het eigen Estadio Gigante de Arroyito speelde hij het gehele duel mee tegen Sarmiento en op aangeven van Walter Montoya tekende hij voor de enige treffer van het duel: 1–0.
In november 2022 tekende Buonanotte een voorcontract bij Brighton & Hove Albion, welke zou ingaan op 1 januari 2023 en een looptijd van drieënhalf jaar bedroeg. Met de overgang zou circa zes miljoen euro gemoeid zijn, wat door bonussen zou kunnen oplopen tot circa elf miljoen. Zijn debuut in de Premier League maakte Buonanotte op 4 februari 2023, toen hij tegen Bournemouth van coach Roberto De Zerbi een kwartier voor tijd mocht invallen voor Tariq Lamptey. In de slotfase zag hij teamgenoot Kaoru Mitoma voor de enige goal van de wedstrijd tekenen: 1–0. Zijn eerste doelpunt volgde op 26 april. Op bezoek bij Nottingham Forest opende hij zeven minuten voor rust de score. Door een eigen doelpunt van Pascal Groß werd het gelijk en in de tweede helft won Nottingham door treffers van Danilo en Morgan Gibbs-White alsnog met 3–1.
Leicester City nam de Argentijn in de zomer van 2024 op huurbasis over.

## Clubstatistieken
| Seizoen | Club                   | Competitie       | Competitie | Competitie | Beker | Beker | Internationaal | Internationaal | Totaal | Totaal |
| Seizoen | Club                   | Competitie       | Wed.       | Dlp.       | Wed.  | Dlp.  | Wed.           | Dlp.           | Wed.   | Dlp.   |
| ------- | ---------------------- | ---------------- | ---------- | ---------- | ----- | ----- | -------------- | -------------- | ------ | ------ |
| 2022    | Rosario Central        | Primera División | 32         | 4          | 2     | 0     | —              | —              | 34     | 4      |
| 2022/23 | Brighton & Hove Albion | Premier League   | 13         | 1          | 1     | 0     | —              | —              | 14     | 1      |
| 2023/24 | Brighton & Hove Albion | Premier League   | 27         | 3          | 4     | 1     | 5              | 0              | 36     | 4      |
| 2024/25 | → Leicester City       | Premier League   | 0          | 0          | 0     | 0     | —              | —              | 0      | 0      |
| Totaal  | Totaal                 | Totaal           | 72         | 8          | 7     | 1     | 5              | 0              | 84     | 9      |

Bijgewerkt op 13 augustus 2024.

## Interlandcarrière
Buonanotte werd in maart 2023 door bondscoach Lionel Scaloni opgenomen in de selectie van het Argentijns voetbalelftal voor oefenduels met Panama en Curaçao. Tijdens deze wedstrijden kwam hij niet in actie. Zijn debuut maakte hij later op 19 juni 2023, toen een vriendschappelijke wedstrijd tegen Indonesië met 0–2 gewonnen werd door doelpunten van Leandro Paredes en Cristian Romero. Buonanotte mocht van bondscoach Lionel Scaloni in de basis beginnen en hij werd zestien minuten voor tijd gewisseld voor Lucas Ocampos.
| Interlands van Facundo Buonanotte voor Argentinië | Interlands van Facundo Buonanotte voor Argentinië | Interlands van Facundo Buonanotte voor Argentinië | Interlands van Facundo Buonanotte voor Argentinië | Interlands van Facundo Buonanotte voor Argentinië | Interlands van Facundo Buonanotte voor Argentinië | Interlands van Facundo Buonanotte voor Argentinië |
| №                                                 | Datum                                             | Wedstrijd                                         | Uitslag                                           | Competitie                                        | Goals                                             |                                                   |
| Als speler bij Brighton & Hove Albion             | Als speler bij Brighton & Hove Albion             | Als speler bij Brighton & Hove Albion             | Als speler bij Brighton & Hove Albion             | Als speler bij Brighton & Hove Albion             | Als speler bij Brighton & Hove Albion             | Als speler bij Brighton & Hove Albion             |
| ------------------------------------------------- | ------------------------------------------------- | ------------------------------------------------- | ------------------------------------------------- | ------------------------------------------------- | ------------------------------------------------- | ------------------------------------------------- |
| 1                                                 | 19 juni 2023                                      | Indonesië – Argentinië                            | 0 – 2                                             | Vriendschappelijk                                 |                                                   |                                                   |
| 2                                                 | 22 maart 2024                                     | Argentinië – El Salvador                          | 3 – 0                                             | Vriendschappelijk                                 |                                                   |                                                   |

Bijgewerkt op 13 augustus 2024.